# Niels Høiby
Niels Høiby (født 12. august 1941 i København) er en dansk professor, overlæge, formand for Dansk Selskab til Sikring af Lægers Ytringsfrihed og forhenværende folketingsmedlem for Liberal Alliance. 
Niels Høiby har ud over sit lægefaglige arbejde, der også omfatter videnskab og undervisning, deltaget aktivt i den danske sundhedsdebat i medierne.  Han er forfatter til flere debatbøger om sundhedsvæsenets problemer, bl.a. skrev han i 1999 bogen Det danske sundhedsvæsens storhed og fald, der er en kritik af bureakratiet, som breder sig i hospitalssektoren og hindrer dets muligheder for at komme videre. 
I en aviskronik har han med andre beskrevet det komiske i, at en række oversygeplejersker i stedet for at passe deres dont som værkfører på fabrikken foretrækker at frekventere konferencer om værdier og Foucault, der i hans øjne er akademisk snobberi. 
Han blev ved folketingsvalget i 2007 valgt som førstesuppleant for Ny Alliance i Nordsjællands Storkreds. Malou Aamund, som siden havde skiftet til Venstre, meldte i januar 2011 ud, at hun ville udtræde af Folketinget til grundlovsdag 2011. Pladsen gik til Niels Høiby, som ved sin indtrædelse gav Liberal Alliances folketingsgruppe dets fjerde mandat. Niels Høiby blev ikke genvalgt ved folketingsvalget senere i 2011.
Ved regionsrådsvalget i 2013 blev han valgt til Region Hovedstaden som partiets spidskandidat.
Høiby har siden 2. januar 2012 været Ridder af 1. grad af Dannebrog.